# Cleonini
Cleoníni — триба жуків родини Довгоносики (Curculionidae).

## Зовнішній вигляд
Жуки середніх і досить великих розмірів. Головні ознаки:
- вусикові борозенки від місця прикріплення вусиків доходять майже до вершини головотрубки ;
- головотрубка товста, облямована кілями, зверху з одним-трьома поздовжніми кілями;
- передньоспинка вкрита особливою скульптурою або (інколи) вкрита звичайними крапками;
- 2-й членик задніх лапок за довжиною дорівнює 3-му, або довший від нього.

Форма тіла звичайно довгаста.
Забарвлення верхньої частини тіла — із візерунком з плям та ліній білих, сірих, коричневих тонів та чорних тонів. Воно утворене лусочками, волосками і пилковидним наліо, а також рельєфними опуклостями та заглибленнями.

## Спосіб життя
Усі Cleonini рослинноїдні. Місця їх мешкання пов'язані з трав'янистими, рідше — дерев'янистими рослинами, листям і стеблами яких вони харчуються. Здебільшого це рослини з родин амарантових (Chenopodiaceae), айстрових (Asteraceae), бобових (Fabaceae) та інших. За харчовою спеціалізацією більшість Cleonini є широкими олігофагами.
Преімагінальні стадії (яйце, личинка, лялечка) Cleonini здебільшого розвиваються вкоренях рослин або в ґрунті навколо коренів, інколи в кореневій шийці — місці з'єднання кореня й стебла.
Самка для відкладання яйця вигризає заглиблення у рослинній поверхні, а відклавши яйце, звичайно замуровує його. Часто-густо яйце відкладається просто у заглиблення в ґрунті поблизу кореневої шийки. Личинки деяких видів, розвиваючись у корені, утворюють аномальне розростання рослинних тканин — гал.
Усі Cleonini української фауни дають одне покоління на рік. Зимують звичайно імаго, причому поза межами кормової рослини — у верхньому шарі ґрунту, підстилці, попід камінням.
Основні природні регулятори чисельності Cleonini — низка видів паразитичних комах, грибів та хижі хребетні.

## Географічне поширення і походження
Описано близько 600 рецентних і декілька десятків вимерлих видів Cleonini. Більша їх частина мешкає у Палеарктиці (~480 видів), помітно менше їх у Афротропіці (~70), Неарктиці (~50), Неотропіці (~90) Індо-Малайській області (~30).
В Україні мешкає близько 40 видів Cleonini, кількість видів в локальних фаунах України, як і в Палеарктиці в цілому, зменшується у напрямку «південь→північ».
На поширення й чисельність Lixini впливає діяльність людини. Через її негативний вплив один вид цієї триби — Левкомігус білосніжний занесений до Червоної книги України.
Вважають, що можливими предками Cleonini біли предкові форми сучасного роду Atactogaster, що є носієм досить примітивних морфологічних ознак. Ті предки в олігоцені жили у Південно-Східній Азії. Звідти ж вони згодом розселялися, утворюючи в нових умовах численні нові форми, що стали родами вказаної триби.

## Значення у природі та житті людини
В екосистемах Cleonini є суттєвою ланкою кругообігу речовин та енергії, в першу чергу як фітофаги — споживачі рослинної органіки, конкуренти інших рослиноїдних тварин. Вони важливі також як їжа для паразитів.
Окремі види цієї триби завдають економічно відчутної шкоди сільському господарству (звичайний буряковий довгоносик) та піскозакріплювальним насадженням. Проте більшість видів у цьому відношенні нейтральні либонь можуть становити хіба що потенційну загрозу для культивованих рослин. Деякі Cleonini використовувались або випробовувались як гербіфаги — винищувачі бур'янів.

## Класифікація
Описано понад 600 видів Cleonini. Триба включає близько 80 родів:
| Cleonini |

| - Adosomus - Afghanocleonus - Ammocleonus - Aparotopus - Aplesilus - Apleurus - Asinocleonus - Asproparthenis - Atactogaster - Bodemeyeria - Bothynoderes - Brachycleonus - Calodemas | - Centrocleonus - Chromonotus - Chromosomus - Cleonis - Cleonolithus - Cnemodontus - Coniocleonus - Conorhynchus - Cosmogaster - Curculionites - Cyphocleonus - Entymetopus - Eocleonus | - Epexochus - Ephimeronotus - Eumecops - Eurycleonus - Georginus - Glebius - Gonocleonus - Isomerops - Koenigius - Leucochromus - Leucomigus - Leucophyes - Liocleonus | - Lixocleonus - Lixoglyptus - Lixomorphus - Lixopachys - Maximus - Mecaspis - Menecleonus - Mesocleonus - Microcleonus - Mongolocleonus - Monolophus - Neocleonus - Nomimonyx | - Pachycerus - Pajnisoodes - Pentatropis - Phaulosomus - Pleurocleonus - Pliocleonus - Porocleonus - Prionorhinus - Pseudeumecops - Pseudisomerus - Pseudocleonus - Purealus - Pycnodactylopsis | - Rhabdorrhynchus - Scaphomorphus - Stephanocleonus - Surchania - Temnorhinus - Terminasiania - Tetragonothorax - Trachydemus - Trichocleonus - Trichotocleonus - Whiteheadia - Xanthochelus - Xenomacrus |